# Wanda Wermińska

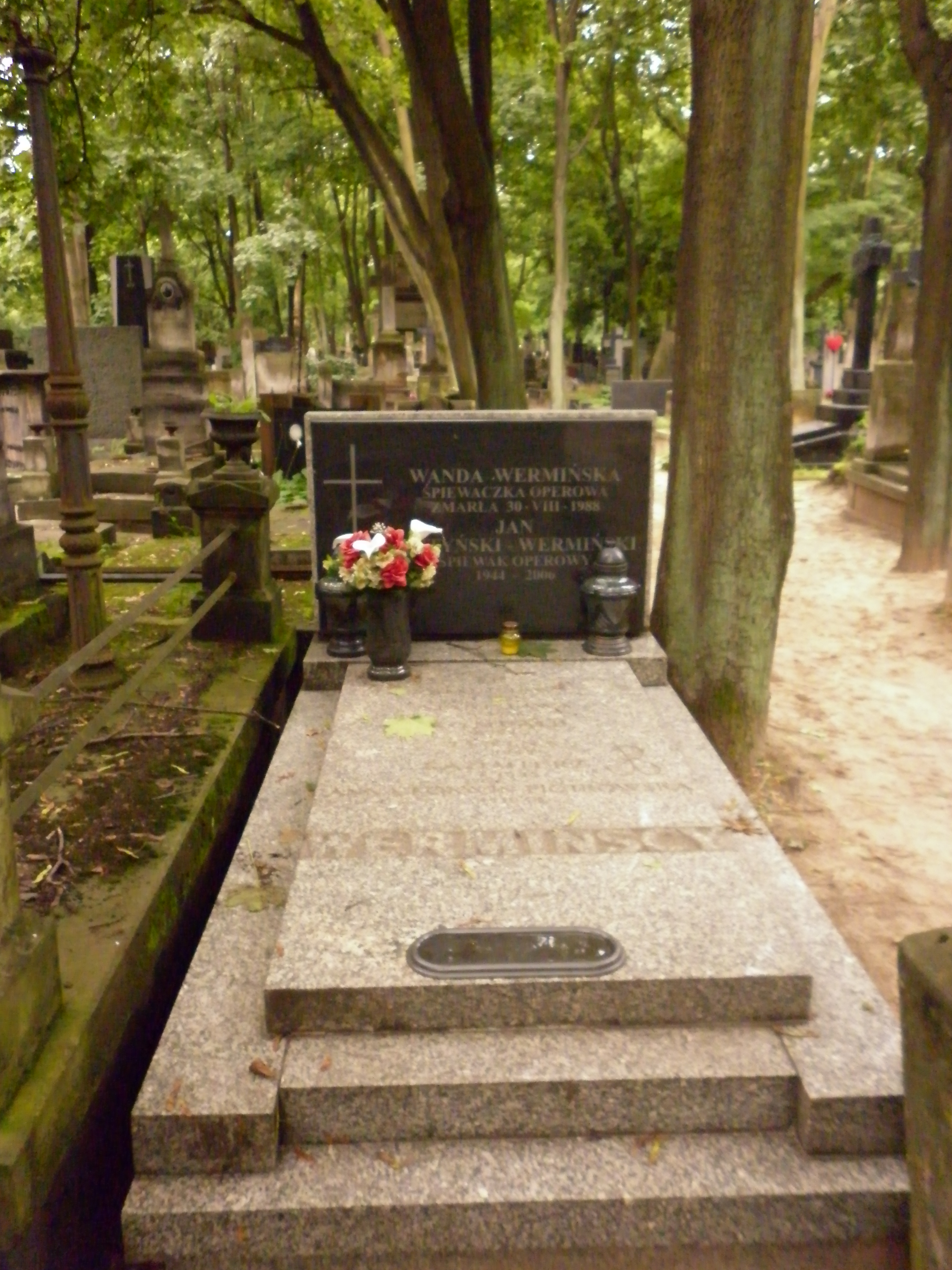
Grób rodzinny artystki na cmentarzu Powązkowskim

Wanda Wermińska (ur. 18 listopada 1900 w majątku Błoszczyńce, zm. 30 sierpnia 1988) – polska śpiewaczka operowa, mezzosopran, sopran dramatyczny, primadonna przedwojennego Teatru Wielkiego w Warszawie.

## Życiorys
Urodziła się w Błoszczyńcach, w ówczesnej guberni kijowskiej, (obecnie Ukraina), w rodzinie Stanisława (zm. 1928) i Stanisławy (zm. 1944). Jej ciotką była Maria Gabriela Stefania Piotrowska h. Korwin, znana jako Gabriela Zapolska. Uczyła się w gimnazjum polskim w Kijowie, tam też śpiewała w szkolnym chórze i brała lekcje gry na fortepianie. Od 1915 pod pseudonimem „Baśka”, pracowała w Polskiej Organizacji Wojskowej. Po wybuchu rewolucji bolszewickiej wyjechała z rodziną do Warszawy, gdzie uczęszczała na pensję żeńską u pani Rudzkiej i uczyła się śpiewu u Heleny Zboińskiej-Ruszkowskiej. Debiutowała 23 czerwca 1923 w mezzosopranowej partii Amneris w Aidzie Verdiego na scenie Opery Warszawskiej, w której była solistką do roku 1929. W latach 1930–1932 i 1934–1939 występowała w Teatrze Wielkim w Warszawie. Od 1925 często śpiewała na scenach krajowych: Katowic, Lwowa, Poznania, Krakowa. Od 1927 wielokrotnie występowała w wielu teatrach operowych w Europie, m.in. w Wiedniu, Berlinie, Mediolanie, Rzymie, Budapeszcie, Pradze, Madrycie, Rydze, Sztokholmie i Kopenhadze. W 1934 wyjechała po raz pierwszy do Brazylii, na tournée zorganizowane przez Polsko-Brazylijskie Towarzystwo „Kościuszko” z miejscowym „Cultura Artistica”. Po powrocie dawała koncerty w całej Polsce, na Kresach Wschodnich i Ziemiach Zachodnich, na Południu i Wybrzeżu. Na antenie Polskiego Radia brała udział w wykonaniach operetek i oper, a także w audycjach żołnierskich. W latach 1935–1936 nagrała piosenki i pieśni legionowe na płyty „Syreny Elektro” z towarzyszeniem Chóru Juranda oraz Chóru Orlanda i orkiestry.
Po wybuchu II wojny światowej przedostała się do Włoch, a stamtąd w 1940 do Ameryki Południowej, gdzie objeżdżała z włoskim zespołem Compagna Italiana teatry w Argentynie, Brazylii i Chile oraz w Meksyku.
Pod koniec 1949 powróciła do Polski. W 1950 otrzymała angaż do zespołu Opery Warszawskiej, ale ani razu nie stanęła na scenie i 31 grudnia 1951 dostała wymówienie. Aby zdobyć środki na życie, koncertowała z „Artosem” dając objazdowe recitale pieśni i arii w filharmoniach oraz w Polskim Radiu. W 1953 została przywrócona do zespołu Opery Warszawskiej.
Po wycofaniu się ze sceny zajmowała się pedagogiką; pracowała z czołowymi polskimi śpiewakami, m.in. z Krystyną Jamroz, Agnieszką Kossakowską, Bożeną Brun-Barańską. Zajmowała się też głosami piosenkarskimi, a jej uczniami byli m.in. Irena Santor, Maryla Rodowicz, Ludmiła Jakubczak i Jerzy Połomski.
Napisała wspomnienia: Na obu półkulach (wyd. Czytelnik, 1978) i Harmonia, dysonanse i sława (wyd. Czytelnik, 1987).  
Była żoną śpiewaka Romana Poraj-Różańskiego. Adoptowała syna Jana Justyńskiego-Wermińskiego (1944–2006), który został śpiewakiem operowym (barytonem).  
Została pochowana na cmentarzu Powązkowskim w Warszawie (kwatera 186-1-1).

## Ordery i odznaczenia
- Krzyż Kawalerski Orderu Białego Lwa (Czechosłowacja, 1933)[9]
- Krzyż Kawalerski Orderu Świętego Sawy (Jugosławia, 15 stycznia 1934)[10]
- Order Estońskiego Czerwonego Krzyża (Estonia, 19 lutego 1936)[11][12]
- Krzyż Kawalerski Orderu Odrodzenia Polski (11 lipca 1955)[2]
- Medal 40-lecia Polski Ludowej (1984)[13]

## Upamiętnienie
9 lutego 1990 Poczta Polska wydała znaczek z podobizną Wandy Wermińskiej o nominale 150 złotych, w ramach serii o sławnych polskich śpiewakach (także z Krystyną Jamroz, Adą Sari i Janem Kiepurą). Autorem całości był artysta grafik Michał Piekarski.